# Les Femmes et les enfants d'abord (film)
Pour les articles homonymes, voir Les femmes et les enfants d'abord.
Pour plus de détails, voir Fiche technique et Distribution.
Les Femmes et les enfants d'abord est un film français réalisé par Pierre Dugowson et sorti en 2025,.

## Fiche technique
Sauf indication contraire, les informations mentionnées dans cette section peuvent être confirmées par les bases de données cinématographiques IMDb et Allociné,  présentes dans la section « Liens externes ».
- Titre original : Les Femmes et les enfants d'abord
- Réalisation : Pierre Dugowson
- Scénario : Pierre Dugowson
- Musique : Pierre Dugowson
- Décors :
- Costumes :
- Photographie : Arthur Chassaing, Thibaut De Chemellier, Guillaume Dreujou et Pierre Dugowson
- Son :
- Montage : Pierre Dugowson
- Production : Pierre Dugowson
- Société de production :
- Société de distribution :
- Pays de production :  France
- Langue originale : français
- Format : couleur — 2,39:1 — son 5.1
- Genre : comédie
- Durée : 55 minutes
- Dates de sortie :
  - France : 7 mai 2025

## Distribution
- Ophélia Kolb
- Nicole Ferroni
- Théo Cholbi
- Solène Rigot
- Géraldine Martineau
- Roxane Bret
- Émilie Caen
- Caroline Proust
- Audrey Vernon